# 蒙特里 (上马恩省)
蒙特里（法語：Montheries，法語發音：[mɔ̃tʁi]）是法国上马恩省的一个市镇，属于肖蒙区。

## 地理
蒙特里（48°10'5"N, 4°54'34"E）面积16.22 平方千米，位于法国大東部大區上马恩省，该省份为法国东北部内陆省份，北起马恩省和默兹省，西接奥布省，西南接科多尔省，东南接上索恩省，东临孚日省。
与蒙特里接壤的市镇（或旧市镇、城区）包括：拉沙佩勒昂布莱西、拉维勒讷沃欧鲁瓦、马朗维尔、雷讷蓬、科隆贝双教堂村。

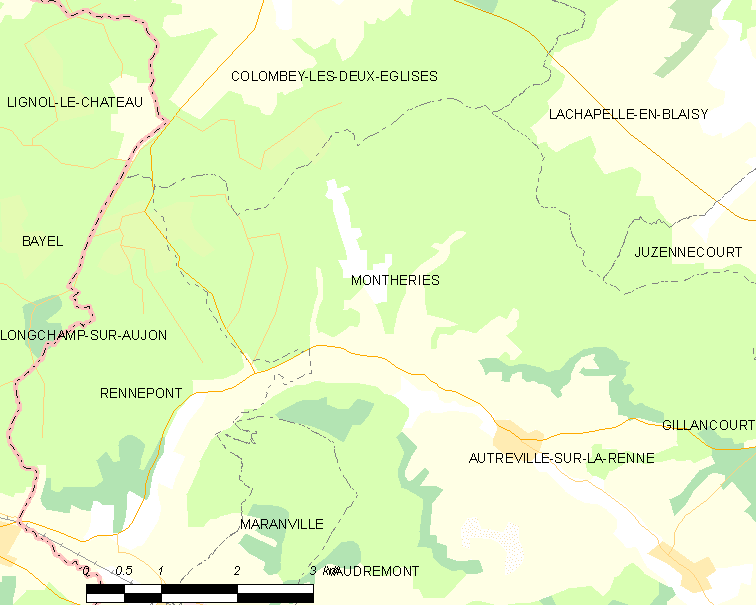
的OSM定位图

蒙特里的时区为UTC+01:00、UTC+02:00（夏令时）。

## 行政
蒙特里的邮政编码为52330，INSEE市镇编码为52330。

## 政治
蒙特里所属的省级选区为沙托维兰县。

## 人口

1962-2008年间人口变化图示

蒙特里于2022年1月1日时的人口数量为71人。